# Dębki
Dembeck (polnisch Dębki [ˈdɛmpki]) ist ein Dorf in der Woiwodschaft Pommern, powiat Pucki, Gemeinde Krokowa, an der Ostsee. Dębki ist eine Fischersiedlung und eine Sommerfrische mit mehreren Dutzend ständigen Bewohnern. In Dębki stehen mehrere Fischerhütten aus dem 19. Jahrhundert. Dębki ist ein beliebtes Touristenziel. Im Westen wird der Strand von der Mündung des Flusses Piaśnica begrenzt.

## Geschichte
In der Zwischenkriegszeit verlief die polnisch-deutsche Grenze auf der westlichen Seite des Flusses Piaśnica, genauer gesagt an seinem westlichen Parallelarm, dem Alten Piasnitz-Bach. In Dębki befand sich ein Grenzwachtposten. Die Siedlung war damals das westlichste Dorf an der polnischen Küste.

## Sehenswürdigkeiten
- Kapelle der Auferstehungspriester Unserer Lieben Frau von Tschenstochau in der Spacerowa-Straße 81[2].
- Fischerhaus in Spacerowa-Straße 66, Ende des 18. Jahrhunderts, heute ein Sommerhaus.
- Wohngebäude an der Ul. Spacerowa 8, vom Anfang des 20. Jahrhunderts[3].